# Die Rheinpfalz

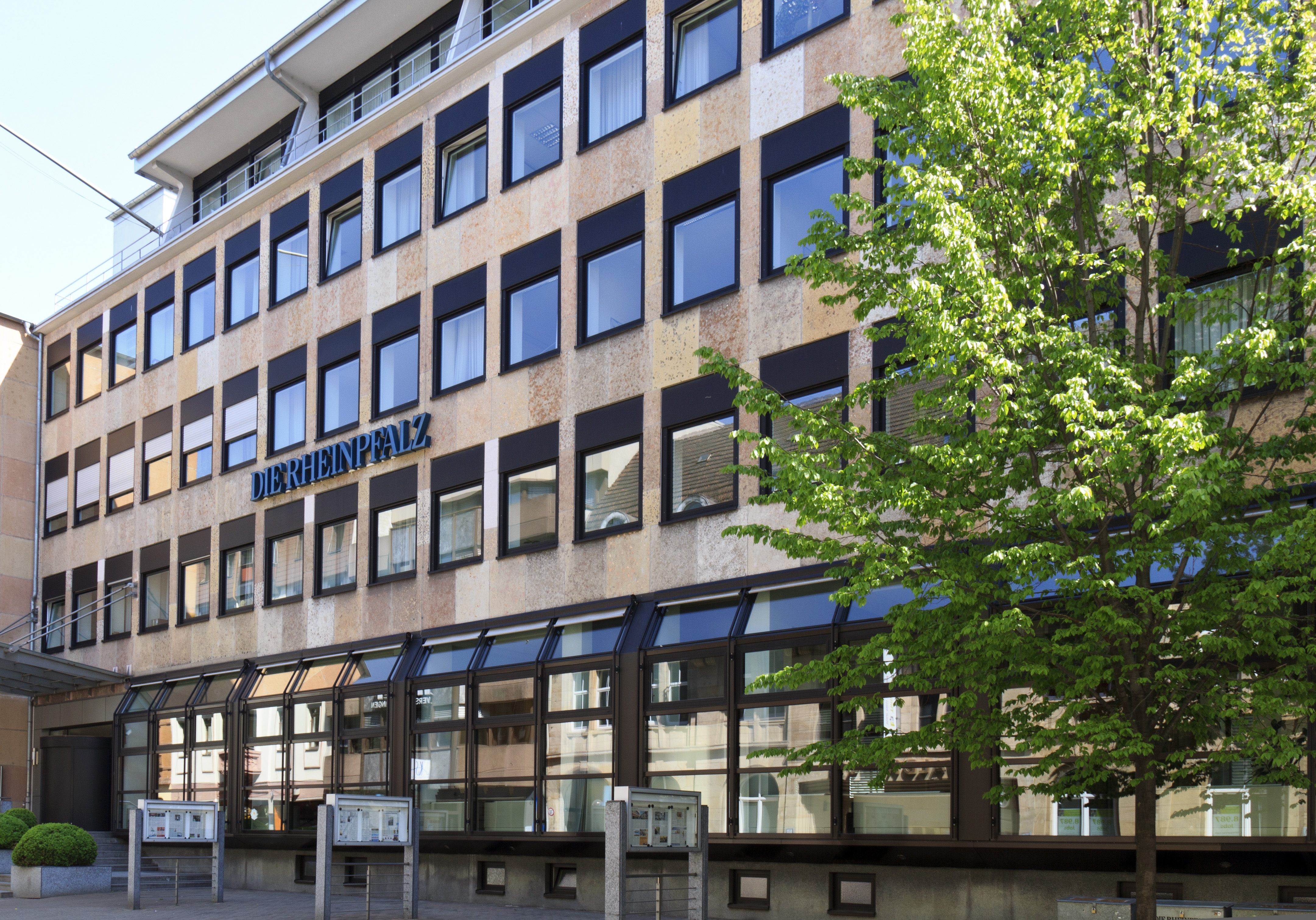
Verlagsgebäude der Rheinpfalz in Ludwigshafen am Rhein (2012)

Die Rheinpfalz ist eine deutsche Regionalzeitung für die Pfalz (Rheinland-Pfalz) mit Sitz in Ludwigshafen am Rhein und erscheint in der RHEINPFALZ Verlag und Druckerei GmbH & Co. KG. Die verkaufte Auflage der „Rheinpfalz“ einschließlich der „Pirmasenser Zeitung“ beträgt 208.064 Exemplare. Sie ist damit eine der auflagenstärksten Regionalzeitungen Deutschlands. Chefredakteur ist seit 2023 Yannick Dillinger. Er folgte auf Michael Garthe, der die Stelle 30 Jahre lang innehatte.

## Geschichte
Die erste Druckausgabe der Rheinpfalz erschien am 29. September 1945 wenige Monate nach dem Ende des Zweiten Weltkriegs im Rheinpfalz-Verlag in Neustadt an der Haardt. Die Gründung der „Rheinpfalz“ Verlag und Druckerei-Gesellschaft mbH als Herausgeberin folgte 1947.
1964 überließ Josef Schaub seinem damals 26-jährigen Sohn Dieter Schaub die Geschäftsführung. 1971 plante dieser, das nordbadische Konkurrenzblatt Mannheimer Morgen zu kaufen, was jedoch scheiterte.
1986 wurde die „Rheinpfalz“ Verlag und Druckerei-Gesellschaft mbH in Medien Union GmbH umbenannt. 1987 wurde die Kommanditgesellschaft „Rheinpfalz“ Verlag und Druckerei GmbH & Co. KG gegründet.
Seit 1997 erscheint jeden Donnerstag als Beilage „LEO, das Freizeitmagazin für die Pfalz“.
Im Sommer 2003 kündigte Thomas Schaub „einen harten Sanierungskurs an. Neue Redakteure werden nicht mehr eingestellt und befristete Verträge nicht mehr verlängert. Insgesamt sollen bis Mitte 2004 rund ein Drittel der rund 600 Stellen wegfallen.“
Von 1979 bis 2006 erschien gemeinsam mit der Stuttgarter Zeitung, der Südwest-Presse, der Pirmasenser Zeitung und dem Mannheimer Morgen die regionale Sonntagszeitung Sonntag Aktuell. 2007 trat an deren Stelle die eigene regionale Sonntagszeitung Die Rheinpfalz am Sonntag.
2008 stellte die Rheinpfalz ihr Seitenlayout um, das zuletzt 1995 geändert worden war. 2013 wurde die „Rheinpfalz“ Verlag und Druckerei GmbH & Co. KG in RHEINPFALZ Verlag und Druckerei GmbH & Co. KG umbenannt.
Seit 2013 ist die Rheinpfalz Sponsor des Festival des deutschen Films Ludwigshafen am Rhein.
Seit 2014 ist der Medienmanager Holger Martens Geschäftsführer der Rheinpfalz, der zuvor von 2002 bis 2006 das Vorstandsbüro Zeitungen des Vorstandsvorsitzenden Mathias Döpfner bei Axel Springer leitete und anschließend in die Geschäftsführung der ungarischen Axel-Springer-Dependance wechselte. Von 2012 bis Ende 2013 war er Geschäftsführer der Magdeburger Verlags- und Druckhaus GmbH, bevor er 2014 zur RHEINPFALZ Verlag und Druckerei GmbH & Co. KG. als Geschäftsführer wechselte. Seit 2017 ist er außerdem Mitglied im Aufsichtsrat der dpa.
Seit Juli 2023 ist Yannick Dillinger Chefredakteur, als Nachfolger von Michael Garthe. Der gebürtige Pfälzer war zuvor kommissarischer Chefredakteur und Digitalchef der Augsburger Allgemeinen. Dillinger ist Mitglied der Jury beim Nannen Preis und des Projektteams Lokaljournalismus der Bundeszentrale für politische Bildung. Eine Fachjury des Medium Magazin wählte ihn 2016 und 2017 in die Top-10 der besten Chefredakteure in Deutschland. 2024, am Ende seines ersten kompletten Jahres als Chefredakteur seiner Heimatzeitung, landete Dillinger bei der Wahl der Journalistinnen und Journalisten des Jahres auf Anhieb auf dem zweiten Platz.
Stellvertretende Chefredakteure sind seit 2017 Uwe Renners, seit 2023 Wolfgang Kreilinger und seit 2024 Birgit Schwarz.
Die Rheinpfalz bildet mit dem Mannheimer Morgen und der Rhein-Neckar-Zeitung eine Anzeigengemeinschaft.

## Auflage
Die verkaufte Auflage beträgt 208.064 Exemplare, ein Minus von 17,4 Prozent seit 2007. Die verkaufte Auflage ist in den vergangenen 10 Jahren um durchschnittlich 0,9 % pro Jahr gesunken. Im vergangenen Jahr hat sie um 3,2 % abgenommen. Der Anteil der Abonnements an der verkauften Auflage liegt bei 76,2 %.

## Ausgaben

### Regionalausgaben (Kopfblätter) in der Vorder- und Südpfalz
- Ludwigshafen am Rhein: Ludwigshafener Rundschau
- Bad Dürkheim: Bad Dürkheimer Zeitung
- Frankenthal: Frankenthaler Zeitung
- Grünstadt: Unterhaardter Rundschau
- Neustadt/Weinstr.: Mittelhaardter Rundschau
- Speyer: Speyerer Rundschau
- Landau: Pfälzer Tageblatt

### Regionalausgaben in der Westpfalz
- Kaiserslautern: Pfälzische Volkszeitung
- Kirchheimbolanden: Donnersberger Rundschau
- Kusel: Westricher Rundschau
- Pirmasens: Pirmasenser Rundschau
- Zweibrücken: Zweibrücker Rundschau

### Weitere Lokalredaktionen
- Germersheim